# سعید مسلم
عنتر سعید مسلم (زادۀ ۱۷ نوامبر ۱۹۳۶ - درگذشتۀ ۶ سپتامبر ۲۰۰۲) مشهور به شیخ سعید مسلم و در ایران معروف به شیخ بدوی یکی از قاریان نابینای مصری می‌باشد. شهرت او به خاطر قرائت مخصوص او، به‌‌‌ویژه تلاوت سورۀ تکویر می‌باشد. 
نخستین بار، تلاوت وی در سال ۱۳۵۸ و پس از انقلاب اسلامی، در پیشانۀ (تیتراژ) برنامۀ قرآن در صحنه پخش شد و پس از آن نوار کاست تلاوت‌های اجرا شدۀ وی، در ایران به فروش رفت.

## زندگی
سعید مسلم در روستایی به نام العمه شهر قطور واقع در استان غربیه، مصر متولد شد. او در سن یک‌سالگی بیمار شد و نابینا گردید.ولی با وجود نابینایی توانست پیشرفت کند و حال یکی از بهترین قاری های مصر و جهان به حساب می‌آید.

## شهرت
شهرت او به خاطر تلاوت خاصی از قرآن بود که مورد انتقاد بسیاری از علماء مسلمان، بخصوص مصری‌ها قرار گرفت و صدای او ممنوع شد. اعتراض علماء الازهر بیشتر در رابطه با خواندن چندین روایت (حفض از عاصم، ورش از نافع، خلف از حمزه و...) در یک نفس و همچنین تلاوت قرآن با نفس کشیدن بدون رعایت قواعد وقف و ابتدا توسط وی بود.